# Căruță cu coviltir

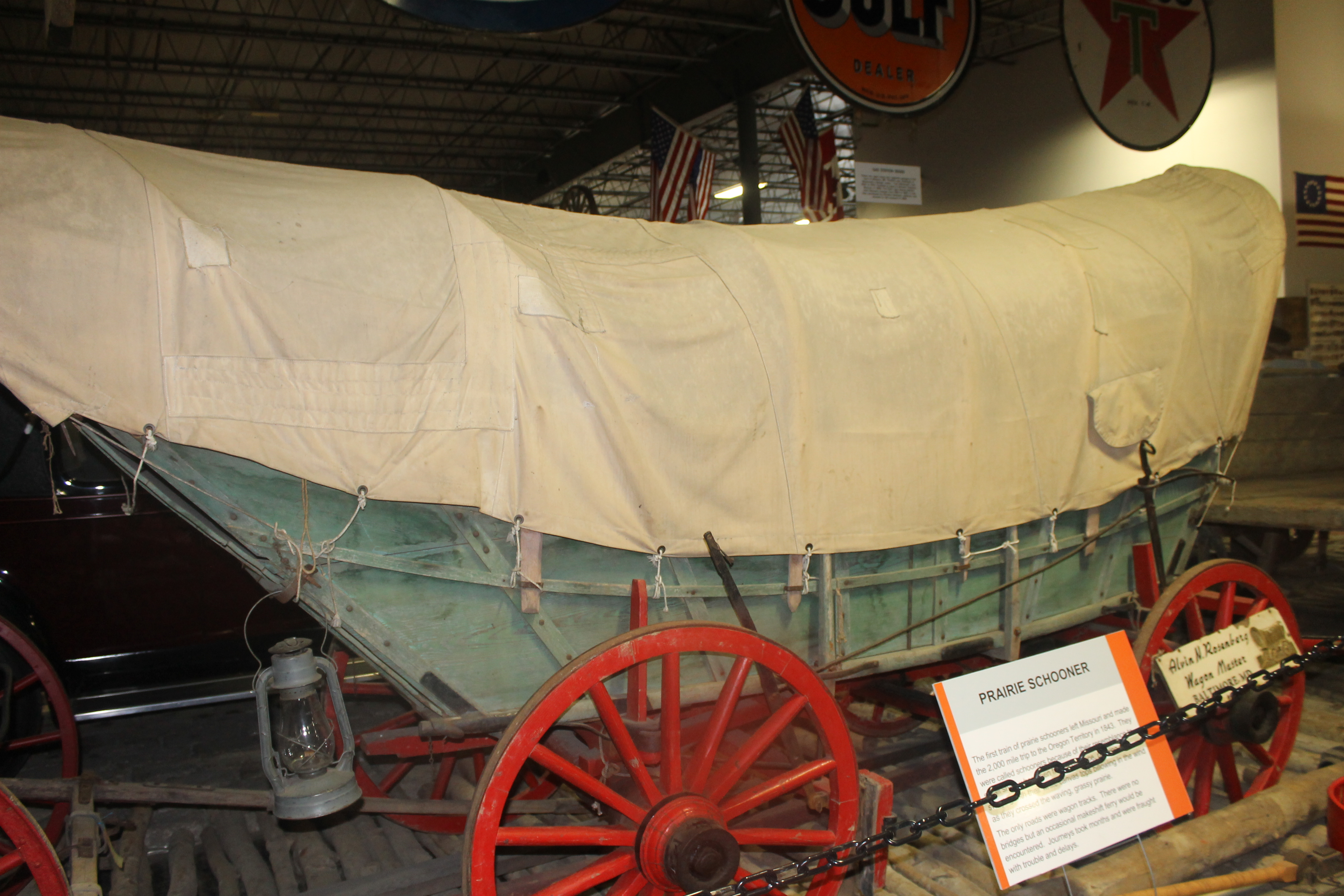
O căruță cu coviltir în stil Conestoga expusă la Cole Land Transportation Museum din Bangor, Maine

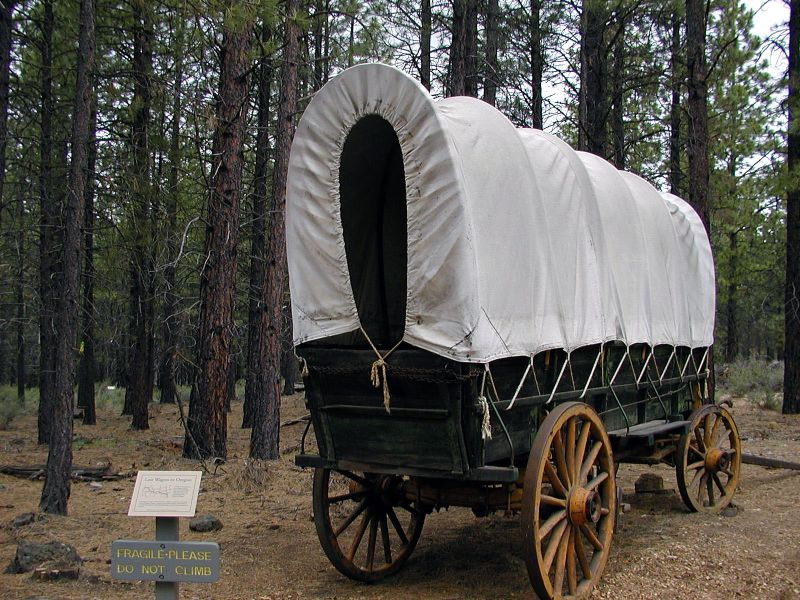
O căruță cu coviltir expusă la High Desert Museum din Bend, Oregon

Căruța cu coviltir a fost mult timp forma dominantă de transport în America preindustrială. Avându-și originea în masivele căruțe Conestoga, echipate pentru a călători pe drumurile și căile neamenajate ale teritoriului colonial din estul SUA, căruțele cu coviltir s-au răspândit către vest odată cu migrația americană. Au străbătut trasee intens circulate precum Great Wagon Road și drumurile către Santa Fe și Oregon, purtând coloniști care căutau terenuri, aur și crearea unui viitor mai bun cât mai departe în vest.
Prin expunerea omniprezentă în mass-media din secolul al XX-lea, căruța cu coviltir a devenit un simbol al Vestului Sălbatic. Porecla fantezistă Prairie Schooner și reprezentarea romantică a caravanelor a contribuit la înfrumusețarea legendei.

## Istoric

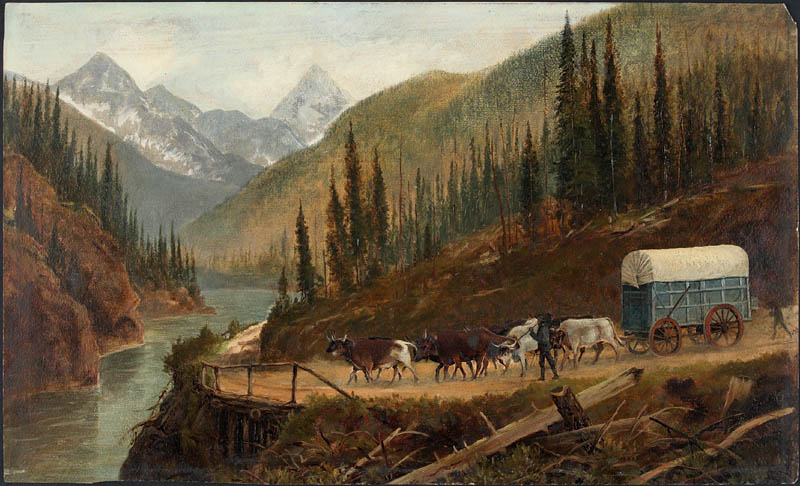
O căruță cu coviltir pe Cariboo Road sau în imediata apropiere a Trecătorii Rogers, Munții Selkirk, c. 1887, pictură de Edward Roper (1833-1909).

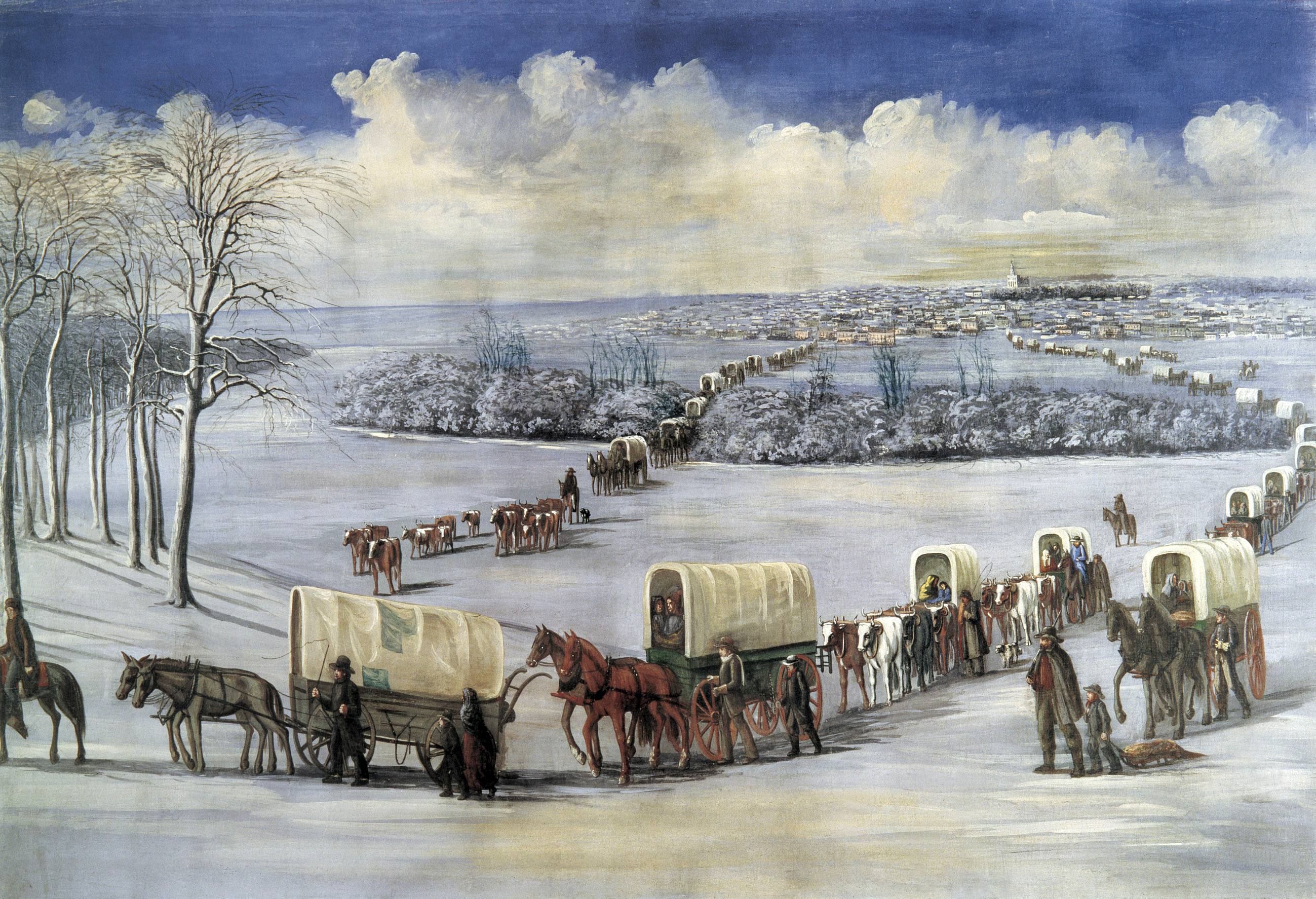
Traversarea pe gheață a fluviului Mississippi

În perioada colonială căruțele Conestoga a fost folosită pentru migrația către sud prin Valea Apalașilor Mari de-a lungul Great Wagon Road. După Revoluția Americană ea a fost folosită pentru a transporta mărfuri către Pittsburgh și Ohio. Căruța Conestoga, călătorind adesea în caravane lungi, a fost principalul vehicul terestru de transport de marfă peste Munții Apalași până la dezvoltarea căilor ferate. Căruța era trasă de un grup de până la opt cai sau până la o duzină de boi. Caii folosiți la tractarea acestor căruțe, denumiți și cai Conestoga, făceau parte dintr-o rasă specială de cai de tracțiune.
Odată încălcată, moderată de teren și teren fertil între munții appalachi și Mississippi a fost rapid rezolvată. La mijlocul secolului al XIX-lea, mii de Americani au pornit cu o mare varietate de căruțe de fermă peste Marile Câmpii din zonele dezvoltate aflate în Midwest către zone din Vest precum California, Oregon, Colorado și Montana. Migranții erau echipați cu căruțe puternice dotate cu cinci sau șase arcuri din lemn sau metal deasupra lor. Peste acestea era întinsă o pânză sau un alt material textil robust, creând aspectul unui vagon. 
Căruțele cu coviltir erau folosite în principal pentru transportul mărfurilor, a copiilor mici, a persoanelor în vârstă și a infirmilor. Lipsite de suspensii, călătoriile lor erau destul de dure pe un teren accidentat, de aceea călătorii coborau și mergeau pe jos.
Prairie schooner este un nume fantezist pentru o căruță cu coviltir din pânză pictată, prezentată într-un mod romantic ca asemănându-se cu corăbiile cu vele ce traversau marea.